# João Pedro George
João Pedro da Silva Marques de Avelar George (Moçambique, 1972) é um sociólogo, crítico literário, escritor, tradutor, ghost writer e professor universitário português.
É autor de biografias de Luiz Pacheco (Tinta-da-China), de Mota Pinto (Contraponto), de Fernando Pessoa (Dom Quixote) e de Herberto Helder (Contraponto).

## Biografia
Nasceu em Moçambique em 1972 e veio para Portugal em 1975.
Licenciou-se em Sociologia na Faculdade de Ciências Sociais e Humanas da Universidade Nova de Lisboa e em 1999 concluiu o Mestrado em Sociologia e Economia Históricas nas mesmas Faculdade e Universidade.  Em 2011, doutorou-se em Sociologia da Cultura (FCSH/UNL) com uma tese intitulada «Maldição e consagração no meio literário português: o caso de Luiz Pacheco».
Colaborou no semanário O Independente e nas revistas Livros e Periférica como crítico literário tendo, também, publicado textos académicos em revistas científicas («Campo Literário Português? O Caso da Extinção da Sociedade Portuguesa de Escritores em 1965», Revista de História das Ideias, Vol. 21 – História e Literatura, 2000, pp. 461-499).
Tem colaborado em algumas obras colectivas: «Cultura, 1960-2000», em António Costa Pinto (coord.), História de Portugal (1960-2000) (Fundação Mapfre/Objectiva/Penguin Ramdom House), «José Pacheco: relações sociais e legitimação artística do grafismo português», em Steffen Dix, 1915 – O Ano de Orpheu (Edições Tinta-da-China), «Cultura Portuguesa: Mutações e persistências», em Marina Costa Lobo (coord.), Portugal e a Europa: Novas Cidadanias (Comissão Europeia/Fundação Francisco Manuel dos Santos), «Os Escritores e o Discurso da Leitura (1960-1995)», em Diogo Ramada Curto (org.), Estudos de Sociologia da Leitura em Portugal no Século XX (Fundação Calouste Gulbenkian), «Matching Migration and Skill in Lisbon Europeanization of Rules and Market Opportunities», em L. Zanfrini (ed.), Diversity Improvement as a Viable Enrichment Resource for Society and Economy (McGraw-Hill; co-autoria: M. Margarida Marques e Marta Ruivo); "Carlos Alberto Mota Pinto", em VV.AA, Os Primeiros-Ministros de Portugal 1820-2020 – Volume I a III, Lisboa, INCM-Casa da Moeda, 2021 (vol. III, pp. 563-594).
Organizou, fixou o texto ou prefaciou as seguintes obras: Luiz Pacheco, Figuras, Figurantes e Figurões (ensaios, crónicas e críticas) (O Independente); Luiz Pacheco, Diário Remendado (Publicações Dom Quixote); Luiz Pacheco, O Crocodilo que Voa (entrevistas, Editorial Tinta da China); O Grilo na Varanda. Correspondência de Luiz Pacheco para Laureano Barros, Editorial Tinta-da-China, 2017; Bryan S. Turner (ed.), Teoria Social (Difel) (em conjunto com Diogo Ramada Curto e Miguel Bandeira Jerónimo); Jack Goody, O Oriente no Ocidente (Difel) (em conjunto com Diogo Ramada Curto); Ana Cássia Rebelo, Ana de Amsterdam (Quetzal).
Traduziu, entre outras, as seguintes obras: Jack Goody, O Oriente no Ocidente (Difel), Quentin Skinner, Visões da Política: sobre os métodos históricos (Difel), António Costa Pinto, Pedro Tavares de Almeida e Nancy Bermeo (org.), Quem Governa a Europa do Sul? O recrutamento ministerial, 1850-2000 (Imprensa de Ciências Sociais, em conjunto com Miguel Bandeira Jerónimo), Nancy Bermeo, A Teoria da Democracia e as Realidades da Europa do Sul (Difel, em conjunto com Tiago Roma Fernandes), Pierre Bourdieu, «Pessoas com História, Pessoas sem História. Diálogo entre Pierre Bourdieu e Roger Chartier», «Diálogo a propósito da História Cultural. Pierre Bourdieu e Robert Darnton»,«Sobre as Relações entre a Sociologia e a História na Alemanha e em França. Entrevista com Lutz Raphael» e «Sobre as Astúcias da Razão Imperialista», em O Poder Simbólico (Edições 70, pp. 317-434), Eduardo Mendoza, O enredo da bolsa e da vida (Sextante Editores), Javier Cercas, Anatomia de um instante (Publicações Dom Quixote), António Salas, Um Ano no Tráfico de Mulheres (Livros d'Hoje), Hipólito de La Torre Gómez, O Estado Novo de Salazar (Texto Editores), Ernesto Che Guevara, Diário da Bolívia, Diário de Cuba e Auto-retrato (Tinta-da-China), Eduardo Punset, Frente a frente com a vida, a mente e o Universo: Conversas com os grandes cientistas do nosso tempo (Publicações Dom Quixote), etc.
Colaborou em projectos internacionais como "Research on European Children and Adults born Preterm (RECAP-preterm)" ou "DIVERSE Diversity Improvement as a Viable Enrichment Resource for Society and Economy" e, mais recentemente, em "ReMapping Memories-Lisbon/Hamburg", do Instituto Goethe-Portugal, com um texto sobre a "Toponímia Colonial de Lisboa".
Foi professor auxiliar no Departamento de Sociologia da Universidade Nova de Lisboa, onde leccionou cadeiras como «História do Pensamento Social», «Sociologia da Cultura», «Sociologia da Literatura», «Estado e Sistema Político», «Estruturas da Sociedade Portuguesa», «Formação da sociedade portuguesa contemporânea», «Comunidades e Dinâmicas Sociais», «Sociologia das Migrações», «Operacionalização e teorias da medida», «Teoria e Métodos para as Ciências Sociais«, «Cultura e Conhecimento» (mestrado).
Tem um pós-doutoramento subordinado ao tema “Descolonização e Democratização em Portugal: O Caso dos Retornados”. Neste âmbito, publicou: "Retornadiana: The writing of the retornados and the memorialisation of the Return in postcolonial Portugal", em Elsa Peralta (ed.), The Retornados from the Portuguese Colonies in Africa. Memory, Narrative, and History, Londres, Routledge, 2021; e "Contemporary colonial revivalism in popular literature", em Elsa Peralta e Nuno Domingos (ed.), Colonial Legacies of the Portuguese Empire: Memory, Citizenship and Popular Culture, London, Bloomsbury, 2022/23.
Participou ainda, como consultor e investigador, na peça de teatro sobre retornados, A Casa da Praia, com direcção artística e interpretação de Anabela Campos de Almeida, financiada pelo Ministério da Cultura e a CML, representada na Galeria Zé dos Bois.
Foi cronista semanal, entre Maio de 2018 e Outubro de 2022, na revista Sábado.
Em 2025, será publicada, na Bertrand, a biografia do poeta Herberto Helder.
Dedica-se em exclusivo à escrita.

## Obras[1]
- O Meio Literário Português: Prémios Literários, Escritores e Acontecimentos (1960-1999), Difel, 2002.
- Couves e Alforrecas. Os segredos da escrita de Margarida Rebelo Pinto, Objecto Cardíaco, 2006.
- Não é Fácil Dizer Bem. Críticas, obsessões e outras ficções, Editorial Tinta da China, 2006.
- Vocês Sabem do Que Eu Estou a Falar, Biografia de Octávio Machado, Livros d'Hoje, 2008.
- Como Sobreviver a Um Terramoto em Portugal, Livros d'Hoje, 2011.
- Puta Que os Pariu! A Biografia de Luiz Pacheco, Editorial Tinta da China, 2011.
- História de Goa. De Afonso de Albuquerque a Vassalo e Silva, Texto Editores, 2012.
- O Que é Um Escritor Maldito? Estudo de Sociologia da Literatura, Editorial Verbo, 2013.
- Prematuros. Inquérito às Políticas Públicas de Saúde Neonatal, Fundação Francisco Manuel dos Santos, 2014.
- Marquesa de Paiva. O Destino Extraordinário de uma Aventureira do Amor, Livros d'Hoje, 2015.
- Mota Pinto. Biografia, Contraponto, 2016.
- Mamas e Badanas. Duas análises profundamente complexas da literatura portuguesa, Guerra & Paz, 2018.
- Chatear o Camões. Inquérito à Vida Cultural Portuguesa, Maldoror, 2021.
- O Super-Camões. Biografia de Fernando Pessoa, Publicações Dom Quixote, 2022.
- O Império às Costas. Retornados, Racismo e Pós-Colonialismo, Objetiva/Penguin Random House, 2023.
- Dicionário Sério de Calão, Javardices e Alarvidades, Guerra & Paz, 2024.
- Se eu quisesse, enlouquecia: Biografia de Herberto Helder, Contraponto, 2025.